# Brezik (Srebrenik, BiH)
Brezik je naseljeno mjesto u sastavu općine Srebrenika, Federacija Bosne i Hercegovine, BiH. 

## Stanovništvo
| Brezik             |       |
| godina popisa      | 1991. |
| Bošnjaci           | 341   |
| Srbi               | 0     |
| Hrvati             | 0     |
| Jugoslaveni        | 14    |
| ostali i nepoznato | 2     |
| ukupno             | 357   |